# Imperio de Brunéi
El Imperio de Brunéi fue un sultanato malayo, centrado en Brunéi en la costa del norte de la isla de Borneo en el sureste de Asia. El reino fue fundado en a principios del siglo VII, y empezó siendo un pequeño reino marítimo y comercial gobernado por un rey nativo hindú o pagano. Los reyes de Brunéi se convirtieron al islam alrededor del siglo XV, después del cual se extendieron por áreas costeras del noroeste de Borneo y del sur de Filipinas, antes de su declive en el siglo XVII.